# Kitselas Canyon

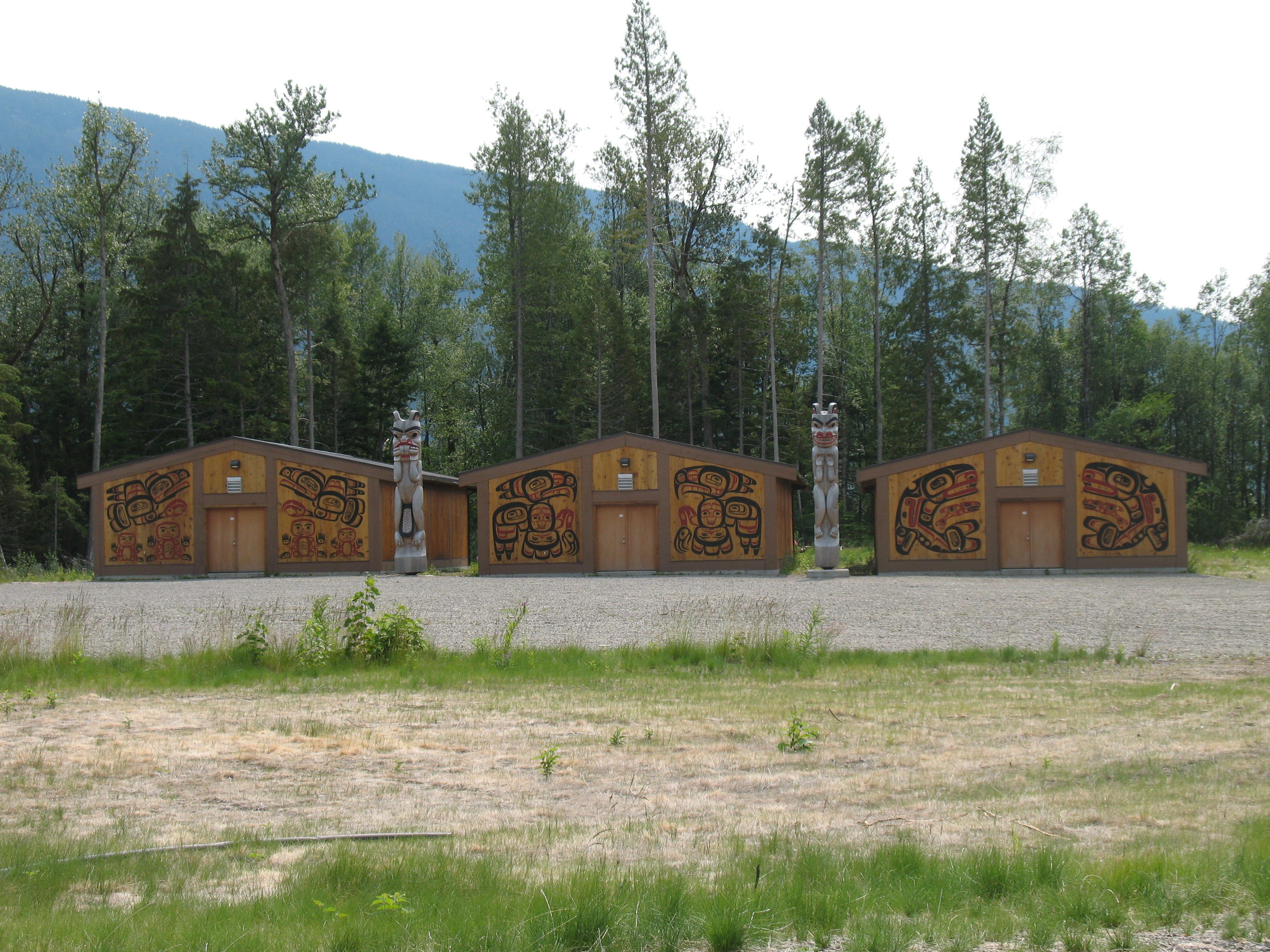
Rekonstruierte Häuser im Gitselas Canyon, H.-J. Hübner 2009

Kitselas Canyon, häufig auch Gitselas Canyon, ist ein Abschnitt des Skeena River nordöstlich von Terrace in British Columbia. Er wurde am 19. Oktober 1975 von der kanadischen Regierung zur National Historic Site of Canada erklärt.
Die Tsimshian leben seit über 10.000 Jahren in der küstennahen Region und wohl mindestens seit 5000 Jahren im Kitselas Canyon. Hier lebten die Gitselasu (auch Kitselas genannt, das Volk der Schlucht), eine der sieben First Nations der Tsimshian im Nordwesten British Columbias, und errichteten Siedlungen, die den Zugang zum Pazifik durch das Tal des Flusses kontrollierten. 
Im Canyon sind fünf Dörfer bekannt. Die ältesten Fundstätten sind Tsunyow, Gitaus und die Paul Mason Site. Letztere Stätte wurde nach Paul Mason benannt, einem der Älteren (Elders) des Stammes, der 1981 an der archäologischen Grabung teilnahm. Das Dorf wird auf die Zeit zwischen 1200 und 600 v. Chr. datiert, die ältesten Funde sind jedoch 5000 Jahre alt. Diese frühen Artefakte sind winzige Klingen, die aus einer Obsidianstätte 350 km südöstlich, dem Gebiet um Anahim auf dem Chilcotin Plateau stammen. Die Paul Mason Site war wohl ein saisonal genutztes Lager, bis dort ein Dorf entstand. Die Stätte gab einer Phase der kulturellen Entwicklung, der Paul Mason Phase (ca. 1200 bis 700 v. Chr.) ihren Namen, in der dauerhaft bewohnte Häuser entstanden. Die Bewohner trockneten Lachs. Während jedoch die anderen Dörfer im Canyon deutliche Anzeichen einer hierarchisch gegliederten Gesellschaft, wie sehr verschieden große Häuser, aufweisen, weist an der Paul Mason Site alles auf eine egalitäre Gesellschaft hin. Alle drei Stätten wurden bereits vor Jahrhunderten aufgegeben, die Paul Mason Site schon vor so langer Zeit, dass sie im Gedächtnis des Stammes keine Spuren hinterlassen hat. 
Die Dörfer Gitlaxdzawk und Gitsaex sind die jüngsten, wobei Ersteres ursprünglich auf einer Insel lag. Diese wurde jedoch durch einen Erdrutsch während des Baus der Grand Trunk Pacific Railway zwischen 1910 und 1913 zu einer Halbinsel. Das Dorf mit über 300 Einwohnern war befestigt und diente der Abwehr von Invasoren, die den Fluss aufwärts kamen. Es bestand aus zehn Langhäusern, deren größtes Häuptling Sim'oogit Gaum aus dem Ganhada-Clan (Raben-Clan) gehörte. Die große Pockenepidemie von 1862 zwang die Bewohner, das Dorf aufzugeben.
Schräg gegenüber lag das Dorf Gitsaex, das aus 17 Langhäusern bestand. Auch dieses Dorf mit rund 600 Einwohnern musste 1862 aufgegeben werden.
Zwar lebten auf den benachbarten Inseln Dry Island und Ringbolt Island keine Menschen, doch fanden sich dort vier bzw. fünf Petroglyphen.
In diesem Abschnitt gliedert sich der Skeena River in drei schmale, von felsigen Ufern beengte Wasserläufe auf, die das größte Hindernis für die Dampfschifffahrt zu Beginn des 20. Jahrhunderts zwischen Port Edward und Hazelton darstellten. Die Schiffe durchfuhren die Stromschnellen nicht, sondern wurden mit Hilfe von Trossen durch den Engpass gezogen. Einige Boote – wie die Mount Royal, die eine nicht unerhebliche Ladung Gold transportierte – sanken. Heute führt ein Trail nach Ringbolt Island (etwa eine Stunde), wo noch im Fels verankerte Metallringe, die dem Treideln der Schiffe dienten, zu sehen sind.
Im Jahr 2022 lebten von den 719 anerkannten Gitselas etwa 305 in zwei der zehn Reservate, eines ist Kulspai oder Queensway reserve (New Town), schräg gegenüber von Terrace. Auf einem Felsen über dem Canyon, in der Gitaus reserve (Git'aws bedeutet Volk vom Sand), ist eine zweite Siedlung entstanden, die zunehmend zum kulturellen Zentrum des Stammes wird.
Bis zu seiner Auflösung im Jahr 2005 vertrat der übergreifende Tsimshian Tribal Council die Gitselasu in den Vertragsverhandlungen mit den Regierungen in Ottawa und Victoria. Die Gitselasu bauen den Gitselas Canyon nach und nach zu einer für den Tourismus wichtigen Stätte aus.